# Vega de Zarza
Vega de Zarza (oficialmente y en eonaviego, A Veiga da Sarza) es una aldea de la parroquia de Taramundi, concejo de Taramundi, en la comarca del Eo-Navia, Principado de Asturias, España.